# 首都高等法院
首都高等法院是中華民國時期南京市的省級法院審判機構之一，屬於普通法院，行政組織上直屬司法行政部之監督；審級上以最高法院為上級審法院。院址在朝天宮。主管首都南京及江寧縣的民刑事第二審及日偽漢奸第一審審判業務。
國民政府定都南京後，南京只有首都地方法院，無高等法院這一級機構。抗戰勝利後，國民政府還都南京，接收了汪兆銘政權成立的司法行政機關「首都高等法院」。國民政府司法行政部鑒於首都地方法院遇有緊急事情，要向它們請示，需由江蘇高等法院轉呈，難免延誤時日，遂於民國35年（1946年）4月1日在南京市成立「首都高等法院」。首任院長為趙琛。 
該院置院長1人、庭長5人、推事4人，內設檢察處、刑事庭、民事庭、公訴人辯護室、書記室、文牘科、民事科、刑事科、監獄科、總務處、法醫室、通譯室、人事室、會計室、統計室。下屬單位有首都地方法院及其看守所。